# أسلوب القيادة
أسلوب القيادة هو أسلوب القائد في التوجيه وتنفيذ الخطط وتحفيز الأشخاص. اقترح العديد من المؤلفين تحديد العديد من أساليب القيادة المختلفة كما يظهرها القادة في المجالات السياسية أو التجارية أو غيرها. تُجرى الدراسات حول أسلوب القيادة في المجال العسكري، معبّرة عن مقاربة تشدّد على النظرة الشاملة للقيادة، بما في ذلك كيف يحدد الوجود المادي للقائد ما يراه الآخرون في ما يخص ذلك القائد. تتضمن عوامل الوجود المادي في هذا السياق المشية العسكرية واللياقة البدنية والثقة والمرونة. تساعد القدرة الفكرية للقائد على وضع تصوّر للحلول واكتساب المعرفة للقيام بهذه المهمة. تطبّق القدرات القيادية المفاهيمية الرشاقة والحكم والابتكار واللباقة الشخصية ومعرفة المجال. تشمل معرفة المجال المعرفة التكتيكية والتقنية بالإضافة إلى الوعي الثقافي والجغرافي السياسي. يتحدث دانييل جولمان (2000) في مقاله «القيادة التي تحصل على نتائج» عن ستة أنماط للقيادة.

## القيادة الديمقراطية
يتكون أسلوب القيادة الديمقراطية من القائد الذي يتقاسم قدرات صنع القرار مع أعضاء المجموعة من خلال تعزيز مصالح أعضاء المجموعة وممارسة المساواة الاجتماعية.
تميل حدود المشاركة الديمقراطية إلى أن تكون مُقيّدة باحتياجات المنظمة أو المجموعة والقيمة الفعالة لميزات الناس (المهارات والمواقف وما إلى ذلك). يشمل الأسلوب الديمقراطي فكرة أن الجميع، بحكم وضعهم الإنساني، يجب أن يلعبوا دورًا في قرارات المجموعة. ومع ذلك، فإن الأسلوب الديمقراطي للقيادة لا يزال يتطلب التوجيه والمراقبة من قبل قائد معيّن. يطالب الأسلوب الديمقراطي القائد باتخاذ القرارات بشأن من الذي يجب استدعاؤه داخل المجموعة ومن يُمنح حق المشاركة في القرارات واتخاذها والتصويت عليها.
وجد البحث أن أسلوب القيادة هذا هو الأكثر فعالية ويخلق إنتاجية أعلى ومساهمات أفضل من أعضاء المجموعة وزيادة الروح المعنوية للمجموعة. يمكن أن تؤدي القيادة الديمقراطية إلى أفكار أفضل وحلول أكثر إبداعًا للمشاكل لأنه يُشجَّع أعضاء المجموعة على مشاركة أفكارهم. في حين أن القيادة الديمقراطية هي واحدة من أكثر أساليب القيادة فعالية، إلا أنها تنطوي على بعض الجوانب السلبية المحتملة. في المواقف التي تكون فيها الأدوار غير واضحة أو يكون الوقت فيها جوهريًا، يمكن أن تؤدي القيادة الديمقراطية إلى فشل التواصل ومشاريع غير مكتملة. تعمل القيادة الديمقراطية بشكل أفضل في الحالات التي يكون فيها أعضاء المجموعة ماهرين ومتشوقين لتبادل معارفهم. من المهم أيضًا أن يكون لديك متسع من الوقت للسماح للأشخاص بالمساهمة ووضع خطة ثم التصويت على أفضل مسار للعمل.

## قيادة عدم التدخل «دعه يعمل»
أسلوب قيادة عدم التدخل هو إعطاء المتابعين جميع الحقوق والسلطة لاتخاذ القرارات بالكامل. وُصِف هذا الأسلوب لأول مرة من قبل لوين وليبت ووايت في عام 1939، إلى جانب القيادة الاستبدادية وأنماط القيادة الديمقراطية.
يسمح قادة هذا الأسلوب للمتابعين بالحرية الكاملة لاتخاذ القرارات المتعلقة بإنجاز أعمالهم. وهو يسمح للمتابعين بالحكم الذاتي، بينما يقدم قادة هذا النوع في الوقت نفسه التوجيه والدعم عند الطلب. يوفر القائد هنا جميع المواد اللازمة للمتابعين لتحقيق أهدافهم باستخدام الحرية الموجهة، لكنه لا يشارك مباشرة في صنع القرار ما لم يطلب المتابعون مساعدته.
هذا الأسلوب استخدامه فعال عندما يكون المتابعين:
- ذوي مهارات عالية وخبرة ومتعلمين.
- يشعرون بالفخر من عملهم ولديهم الدافع للقيام بذلك بنجاح من تلقاء أنفسهم.
- خبراء، أي في المواقف التي يكون فيها المتابعين لديهم معرفة أكثر من قائد المجموعة.
- جديرين بالثقة وذوي خبرة.

لاحظ أن هذه الشروط قد تعني حدسيًا أن المجموعة من المحتمل أن تكون فعالة.
يجب عدم استخدام هذا النمط عندما:
- لا يمكن للقائد أو لن يقدم تقييمات منتظمة لأتباعه.

ارتبط أسلوب القيادة هذا بإنتاجية أقل من أساليب القيادة الاستبدادية والديموقراطية ورضا أعضاء المجموعة الأقل من القيادة الديمقراطية. اقترح بعض الباحثين أن قيادة عدم التدخل يمكن اعتبارها في الواقع تجنبًا للقيادة أو ليست قيادة.

## القيادة التبادلية

### التأثير على فرق العمل
في استبيان أجراه جان لو وشاو لو وشانجو زانغ حول العلاقة بين قيادة المعاملات وكيف يمكن أن تتأثر الابتكارات بمشاعر الفريق. يتكون البحث من 90 فريق عمل، مع ما مجموعه 460 عضوًا و90 قائد فريق. وجدت الدراسة أن هناك علاقة بين العواطف وسلوك العمل والقيادة التبادلية التي تؤثر على الفريق. حسب مستوى مشاعر الفريق؛ يمكن أن تؤثر على القائد بطريقة إيجابية أو سلبية. يعمل القادة بأسلوب القيادة هذا بشكل أفضل في الفُرق التي يوجد بها مستوى أقل من المشاعر المتداخلة مع المشروع. وذلك لأن الأفراد قادرون على:
- التفكير بحرية عند وضع عواطفهم جانبًا عن عملهم.
- أن يكون كل تركيزهم على المهمة المحددة.

يتأثر القائد:
- سلبًا عندما يكون المستوى العاطفي مرتفعًا.
- إيجابيا عندما يكون المستوى العاطفي منخفض.

تقدم القيادة التبادلية شكلاً من أشكال القيادة الاستراتيجية التي تعد مهمة لتطوير المؤسسة. تعتبر القيادة التبادلية ضرورية لإبداع الفريق.

## القيادة التحويلية
يصوّر المناصرين للقيادة التحويلية القائد بمثابة شخص لا يقتصر على تصوّر أتباعه. الهدف الرئيسي هو العمل على تغيير أو تحويل احتياجات أتباعه وإعادة توجيه تفكيرهم. القادة الذين يتبعون أسلوب التحويل في القيادة، يتحدون ويلهمون أتباعهم بشعور بالغرض والإثارة.
يخلق القادة التحويليون أيضًا رؤية لما يتطلعون إليه، ويوصلون هذه الفكرة للآخرين (أتباعهم). يحدد شولتز وشولتز ثلاث خصائص للقائد التحويلي:
- تتمتع القيادة الكاريزمية بمجال واسع من المعرفة، شخصية معززة ذاتيًا، ومستوى طاقة مرتفع/كبير، ويرغب القائد في المخاطرة واستخدام استراتيجيات غير منتظمة من أجل تحفيز أتباعه على التفكير بشكل مستقل
- الاعتبارات الفردي
- التحفيز الفكري